# Ковалёвка (Голованевский район)
Ковалёвка (укр. Ковалівка) — бывшее село в Голованевском районе Кировоградской области Украины.
Почтовый индекс — 26525. Телефонный код — 5252. Занимает площадь 0,081 км². Код КОАТУУ — 3521482802.